# پالو آلتو (فیلم ۲۰۱۳)
پالو آلتو (انگلیسی: Palo Alto) فیلمی به کارگردانی جیا کوپولا است که در سال ۲۰۱۳ منتشر شد.

## خلاصه داستان
فیلم درباره ی دختری دبیرستانی باکره و بسیار خجالتی است که وارد رابطه ی با مربی ورزش مدرسه‌ی خود میشود. بعدها از این کارش....

## بازیگران
- اما رابرتز
- جک کیلمر
- کریس مسینا
- کالین کمپ
- دان نوولو
- فرانسیس فورد کوپولا
- جیمز فرانکو
- وال کیلمر
- مارگارت کوالی
- نات وولف